# 花叶秋海棠
花叶秋海棠（学名：Begonia cathayana）为秋海棠科秋海棠属的植物，是中国的特有植物。分布在美洲大陆、欧洲以及中国大陆的广西、云南等地，生长于海拔1,200米至1,500米的地区，多生长于山坡山谷阴处、混交林下以及沟底潮湿处，目前已由人工引种栽培。

## 别名
中华秋海棠（云南种子植物名录）、山海棠、公鸡酸苔（中药大辞典）、华秋海棠（经济植物手册）